# 발산중학교
발산중학교(鉢山中學校)는 대한민국 경기도 고양시 일산서구에 있는 공립 중학교이고 1993년 1월 11일에 개교했으며 은행나무, 장미, 까치 이 3가지가 이 학교의 상징이다.

## 학교 연혁
- 1993년 1월 11일 : 발산중학교 설립 인가
- 1993년 5월 14일 : 초대 이재호 교장 취임
- 1993년 6월 1일 : 4학급 개교
- 1994년 2월 15일 : 제1회 졸업식 (17명)
- 2019년 3월 4일 : 29학급 편성(일반 28학급, 특수 1학급) 250명 입학식
- 2020년 1월 8일 : 제27회 졸업식(315명)
- 2020년 3월 1일 : 26학급 편성(일반 26학급, 특수1학급)
- 2021년 9월 1일 : 제9대 정양순 교장 취임

## 참고 자료
- 발산중학교 - 한국교육학술정보원 학교알리미